# 확인의 소
확인의 소는 현재의 권리 또는 법률관계의 존부의 확인을 목적으로 하는 소를 말한다. 확인의 소는 그 대상이 매우 넓고 강제적 실현을 수반하지 않으므로, 분쟁해결의 필요성(.)실효성을 고려하여 확인의 이익을 정한다.

## 판례
- 확인의 소는 원고의 권리 또는 법률상 지위에 현존하는 불안,위험이 있고 확인판결을 받는 것이 그 분쟁을 근본적으로 해결하는 가장 유효, 적절한 수단일 때 허용되는바, 근저당권설정자가 근저당권설정계약에 기한 피담보채무가 존재하지 아니함의 확인을 구함과 함께 그 근저당권설정등기의 말소를 구하는 경우에 근저당권설정자로서는 피담보채무가 존재하지 않음을 이유로 근저당권설정등기의 말소를 구하는 것이 분쟁을 유효,적절하게 해결하는 직접적인 수단이 될 것이므로 별도로 근저당권설정계약에 기한 피담보채무가 존재하지 아니함의 확인을 구하는 것은 확인의 이익이 없다[2]